# Языков, Иван Максимович
Иван Максимович Языков (ум. 15 мая 1682) — стольник (1656), царский постельничий (1676), окольничий (1680) и боярин (1682) из рода Языковых. Фаворит царя Фёдора Алексеевича.

## Биография
Второй сын воеводы и дворянина московского Максима Семёновича Языкова. Старший брат — стольник Андрей Максимович Языков.
С 1658 года упоминается в чине стольника при царском дворе, принимал участие во всех придворных торжествах и церемониях по случаю приезда и приёма иностранных послов.
В 1671 году во время свадьбы царя Алексея Михайловича с Натальей Кирилловной Нарышкиной Иван Языков был в числе «свечником» в «государыни царицыну сторону». В это время И. М. Языков удачно местничал с Измайловыми, которые безуспешно били на него челом царю «о бесчестье и оборони».
В 1676 году после смерти царя Алексея Михайловича и вступления на престол его сына Фёдора Алексеевича Иван Максимович Языков был назначен новым царским постельничим. Он легко сблизился с молодым и болезненным царем, которого стал сопровождать во всех его поездках.
По другим сведениям, возвышению Языкова при царском дворе поспособствовали два боярина, князь Юрий Алексеевич Долгоруков и Богдан Матвеевич Хитрово, которые, не имея возможности соперничать с Милославскими, и опасаясь усиления их влияния на молодого царя, выдвинули и поддержали молодого, преданного им царского постельничего, человека «великой остроты» и «глубокого дворских обхождений проникателя».
Весной 1680 года во время крестного хода в Москве царь Фёдор Алексеевич увидел девушку, очень понравившуюся ему, и поручил Ивану Языкову узнать, кто она. Царской избранницей стала Агафья Семёновна Грушецкая, дочь дворянина московского и воеводы Семёна Грушецкого.
Несмотря на все происки партии Милославских, готовивших для царя другую невесту, Иван Языков смог отстоять выбор Фёдора Алексеевича. В июле 1680 года царь Фёдор женился на девице Агафье Грушецкой. В августе того же года Языков был пожалован из постельничих в окольничие. Кроме того, царь Фёдор Алексеевич назначил его руководителем Оружейной, Золотой и Серебряной палат.
По данным историка С. М. Соловьева, с этого времени Иван Максимович Языков вместе с новым царским постельничим Алексеем Тимофеевичем Лихачёвым и боярином князем Василием Васильевичем Голицыным становятся главными советниками царя Фёдора Алексеевича. Став ближайшим помощником царя, в начале 1682 года Иван Языков был пожалован в бояре.
В конце июля 1681 года после родов скончалась царица Агафья Семёновна, а через десять дней умер её родившийся сын, царевич Илья. В начале 1682 года Иван Языков предложил больному царю Фёдору Алексеевичу взять себе в жены свою свойственницу Марфу Матвеевну Апраксину, дочь стольника Матвея Васильевича Апраксина. Свадьба состоялась 15 февраля.
При посредничестве молодой царицы Иван Языков добился от царя возвращения из ссылки ближнего боярина Артамона Сергеевича Матвеева. Его дело было пересмотрено, он был переведен на жительство в Лух, где стал ждать царского указа о полном помиловании.
Однако 27 апреля 1682 года 20-летний царь Фёдор Алексеевич скончался, не оставив наследника. На царский престол стали претендовать его младшие братья, царевичи Иван и Пётр Алексеевичи. Царевна Софья и Милославские поддерживали кандидатуру царевича Ивана, как старшего из двух братьев. Большинство приближенных покойного царя, за исключением князя Василия Голицына, перешли на сторону царевича Петра и Нарышкиных.
15 мая 1682 года в Москве вспыхнул Стрелецкий бунт, организованный царевной Софьей и Милославскими против Нарышкиных и их сторонников. Стрельцы ненавидели Ивана Языкова из-за его пристрастного розыска по делу полковника Богдана Пыжова, который повлек за собой наказание стрельцов, взбунтовавшихся против своего командира.
Стрельцы обвиняли И. М. Языкова во взяточничестве, но возможно, что в этом случае у него была и другая причина выгораживать стрелецкого полковника: он не хотел обнаруживать беспорядков в Стрелецком приказе, чтобы не разгневать начальника этого приказа и своего покровителя, князя Юрия Алексеевича Долгорукова. Стрельцы потребовали пересмотреть их жалобы, следствие установило виновность И. Языкова, который был удален от двора Нарышкиными.
15 мая 1682 года восставшие стрельцы ворвались в царские покои в Кремле, где умертвили А. С. Матвеева и нескольких бояр. Среди убитых был и Иван Максимович Языков.
Его сын Семён Иванович Языков — комнатный стольник и чашник царя Федора Алексеевича, думный дворянин (1688), при Петре I — член следственной комиссии по делу о последнем Стрелецком бунте (1699), генерал-провиантмейстер (1700—1705).

## Образ в литературе
Образ Ивана Языкова встречается в следующих романах:
- А. Н. Толстой. «Пётр Первый» (1934).
- Н. М. Молева. «Государыня — правительница Софья» (2000).
- Л. Жданов. «Петр и Софья»